# Lac Tengiz
Le lac Tengiz (en russe : Тенгиз, en kazakh : Теңіз), ou Tenguiz, est un lac salé, situé au Kazakhstan, à cheval sur l'oblys de Karaganda et l'oblys d'Aqmola. Il a une superficie de 1 382 km2. La rivière Noura s'y jette.
Le lac Tengiz est une zone humide d'une grande importance pour l'avifaune : on y a recensé jusqu'à 318 espèces d'oiseaux dont 22 sont considérées comme menacées. Il a été déclaré site Ramsar le 11 octobre 1976. Le lac fait partie de la réserve naturelle de Korgaldjyn, qui en 2008 a été, avec la réserve naturelle de Naurzum, le premier site classé au patrimoine mondial de l'UNESCO du Kazakhstan (Saryarka, steppe et lacs du Kazakhstan septentrional).
Le 16 octobre 1976, le vaisseau spatial Soyouz 23 amerrit contre toute attente dans la moitié nord du lac, transperçant la banquise (le lac était alors gelé). On parvint à sauver l'équipage après des opérations de localisation et d'amarrage très délicates.